# Satoshi Tezuka
Satoshi Tezuka (jap. 手塚 聡, Tezuka Satoshi; * 4. September 1958 in der Präfektur Tochigi) ist ein ehemaliger japanischer Fußballspieler und -trainer.

## Nationalmannschaft
1980 debütierte Tezuka für die japanische Fußballnationalmannschaft. Tezuka bestritt 25 Länderspiele und erzielte dabei zwei Tore. Mit der japanischen Nationalmannschaft qualifizierte er sich für die Asienspiele 1986.

## Errungene Titel
- Japan Soccer League: 1981